# 11 mars
11 mars är den 70:e dagen på året i den gregorianska kalendern (71:a under skottår). Det återstår 295 dagar av året. Det är även "Internationella rörmokardagen".

## Återkommande bemärkelsedagar

### Minnesdagar
- Europeiska unionen: Minnesdag för terrorismens offer (datumet valt på grund av terrorattentatet på Madrids centralstation 2004)

## Dagens namn

### I den svenska almanackan
- Nuvarande – Edvin och Egon
- Föregående i bokstavsordning
  - Diana – Namnet infördes på dagens datum 1986, men flyttades 1993 till 3 november (alltså från 11/3 till 3/11) och 2001 till 29 januari.
  - Edna – Namnet infördes på dagens datum 1986, men utgick 1993.
  - Edvin – Namnet infördes på dagens datum 1901 och har funnits där sedan dess.
  - Egon – Namnet infördes 1986 på 10 februari. 2001 flyttades det till dagens datum.
  - Elon – Namnet infördes 1986 på 31 juli. 1993 flyttades det till dagens datum och utgick 2001.
  - Rosina – Namnet förekom på dagens datum under 1600-talet, men utgick sedan.
  - Vindicianus – Namnet fanns, till minne av en biskop i Flandern på 700-talet, även i formen Vindician, på dagens datum fram till 1901, då det utgick.
- Föregående i kronologisk ordning
  - Före 1901 – Vindicianus eller Vindician och Rosina
  - 1901–1985 – Edvin
  - 1986–1992 – Edvin, Diana och Edna
  - 1993–2000 – Edvin och Elon
  - Från 2001 – Edvin och Egon
- Källor
  - Brylla, Eva (red.): Namnlängdsboken, Norstedts ordbok, Stockholm, 2000. ISBN 91-7227-204-X
  - af Klintberg, Bengt: Namnen i almanackan, Norstedts ordbok, Stockholm, 2001. ISBN 91-7227-292-9

### Finlandssvenska almanackan
- Nuvarande från 2020[1] – Torkel, Torgny
- I föregående revideringar[a][2]
  - 1929–1994 – Torgny
  - 1995–2019 – Torgny, Torkel

## Händelser
- 251 – Sedan Fabianus har avlidit året före väljs Cornelius till påve (denna dag, 6 eller 13 mars).
- 1555 – En trupp på 560 svenskar, under befäl av Jöns Månsson Ulfsparre, besegrar en rysk styrka på 12 000 man, ledd av Ivan Bibikoff (som stupar i striden), i slaget vid Kivinebb under det pågående stora ryska kriget. Svenskarna segrar trots sin stora numerära underlägsenhet, tack vare att vintern är ovanligt sträng och att de har skidor, vilket ökar deras rörlighet.
- 1702 – Storbritanniens första dagstidning The Daily Courant börjar ges ut.
- 1770 – Under James Cooks jorden runt expedition upptäcks ögruppen Solanderöarna och namnges efter Daniel Solander.
- 1811 – Sedan en fransk styrka på 7 000 man har besegrat en spansk här på 12 000 i slaget vid Gebora den 19 februari lyckas fransmännen nu erövra den intilliggande västspanska staden Badajoz i Extremadura under det spanska självständighetskriget.
- 1851 – Premiärföreställningen av operan Rigoletto äger rum.
- 1864 – Stora översvämningen i Sheffield 1864, en översvämning i England i Storbritannien. Stora delar av Sheffield ödeläggs, då fyllningsdammen till stadens vattenreservoar brister. Cirka 240 människor omkommer.
- 1888 – Great Blizzard of 1888, en av de grövsta snöstormarna som någonsin uppmätts i USA:s historia. Snöfall på 20–60 inches (52–152 centimeter) faller i delar av delstaterna New Jersey, New York, Massachusetts och Connecticut. Det blåser kraftiga vindar. Vindarna blåser i över 20 meter per sekund. Tågtrafiken ställs in och många människor isoleras i sina hem i upp till en vecka. 400 personer omkommer på grund av stormen. Över 15 meter höga snövallar uppstår på grund av snödrev.
- 1894 – Den svenska sportklubben Göteborgs Atlet- och Idrottssällskap (Gais) grundas på Edlunds konditori och café på Storgatan 7 i Göteborg. Vid grundandet har sällskapet sju medlemmar, av vilka Charles Johansson blir dess förste ordförande. Syftet är att man ska anordna övningar och tävlingar i ”allmän idrott, brottning och viktlyftning” och det dröjer till 1897, innan fotboll tas upp på programmet.[3]
- 1927 – Svenska fjällklubben grundas på Restaurang Pagod i Stockholm. Från början består den av en handfull fjällentusiaster i en sluten krets, men har idag (2025) 1 600 medlemmar över hela landet.
- 1941 – Den amerikanske presidenten Franklin D. Roosevelt undertecknar Lend-Lease-lagen, som därmed träder i kraft som amerikansk lag. Lagen, som har röstats igenom i representanthuset den 9 februari och i senaten en månad senare, innebär att krigsförnödenheter, som tillverkas i USA, kan exporteras till de allierade som lån. Därmed kan USA understödja de allierade staterna under andra världskriget utan att självt behöva bli krigförande part (undertecknandet sker knappt nio månader innan USA blir indraget i kriget genom attacken mot Pearl Harbor).
- 1981 – Öresundsvarvet i Landskrona varslar 1 807 anställda om uppsägning. När varvet året därpå läggs ner är det Sveriges största enskilda industrinedläggning någonsin.
- 1990 – Litauen utropar sin självständighet från Sovjetunionen och blir den första av unionens medlemsstater, som gör detta. Det dröjer dock till 6 september året därpå, innan Sovjetledningen erkänner landets självständighet, även om flera andra europeiska länder gör det under 1991.
- 2004 – 191 personer dödas och 2 050 skadas när en al-Qaida-inspirerad terroristgrupp spränger bomber på tre järnvägsstationer i Spaniens huvudstad Madrid under morgonrusningen. Dådet, som är det värsta i Europas historia, kommer tre dagar före årets spanska parlamentsval, och den sittande regeringens behandling av dådet är en av orsakerna till att den förlorar valet och att Socialistpartiet blir parlamentets största parti.
- 2006 – Michelle Bachelet installeras som Chiles president.
- 2011 – En kraftig jordbävning, med en magnitud på cirka 9,0 på momentmagnitudskalan, inträffar utanför Japans östkust och blir den femte kraftigaste i världen sedan 1900. Tillsammans med den efterföljande tsunamin uppstår skador till ett värde av 900 miljarder kronor. Dessutom skadas inte färre än fyra kärnkraftverk utmed kusten, av vilka kraftverket i Fukushima skadas minst lika svårt som det i Tjernobyl vid dess härdsmälta 1986.
- 2020 – Det första dödsfallet inträffar i covid-19 i Sverige. Världshälsoorganisationen klassar Covid-19 som en pandemi, samma dag.[4][5]

## Födda
- 1544 – Torquato Tasso, italiensk diktare
- 1795 – Magnus Jacob Crusenstolpe, svensk författare och publicist
- 1811 – Urbain Jean Joseph Leverrier, fransk astronom
- 1819 – Marius Petipa, fransk balettdansör och koreograf
- 1841 – Benito Menni, italiensk katolsk präst och helgon
- 1849 – Karl Alfred Melin, svensk lektor, poet och psalmförfattare, ledamot av Svenska Akademien 1898–1919
- 1854 – Johannes August Fischer, dansk konstnär
- 1865 – Ferry Sikla, tysk skådespelare och regissör
- 1872 – Siegfried Flesch, österrikisk fäktare
- 1873 – Knut Lindroth, svensk skådespelare
- 1877 – Maurice Halbwachs, fransk sociolog, psykolog, statistiker
- 1884 – Lewi Pethrus, svensk pastor, ledare och förgrundsgestalt inom Pingströrelsen
- 1885 – Per Mathiesen, norsk gymnast
- 1886 – Edward Rydz-Śmigły, polsk politiker, samt marskalk och överbefälhavare
- 1887 – Georg Eisenlohr, tysk promoverad jurist och politiker
- 1891
  - Walter Edström, svensk direktör och högerpolitisk riksdagsman
  - Michael Polanyi, ungersk-brittisk polymat
- 1893
  - Einar Olsen, dansk gymnast
  - Charles Delporte, belgisk fäktare
- 1894 – Wilhelm Grosz, österrikisk-engelsk kompositör
- 1898 – Dorothy Gish, amerikansk skådespelare
- 1899 – Fredrik IX, kung av Danmark 1947–1972
- 1900
  - Alfredo Dinale, italiensk tävlingscyklist
  - Erik Bergengren, svensk författare och affärsman
- 1901 – Wilton E. Hall, amerikansk demokratisk politiker, senator för South Carolina 1944–1945
- 1904
  - Linnéa Edgren, svensk skådespelare
  - Albrecht von Hagen, tysk jurist och motståndskämpe
- 1907
  - Helmuth von Moltke, tysk jurist och motståndsman
  - Marit Haugom, svensk dansare
- 1910 – Arnold Stone, kanadensisk vinteridrottare
- 1911 – Eva Turitz,  svensk skådespelare
- 1916 – Harold Wilson, brittisk politiker, Storbritanniens premiärminister 1964–1970 och 1974–1976
- 1917 – Nils Hörjel, svensk ämbetsman, landshövding i Malmöhus län 1973–1984
- 1920
  - Nicolaas Bloembergen, nederländsk-amerikansk fysiker, mottagare av Nobelpriset i fysik 1981
  - Benjamin Ferencz, amerikansk jurist
- 1921 – Ástor Piazzolla, argentinsk musiker, bandoneonspelare och kompositör
- 1927
  - Robert Mosbacher, amerikansk politiker, affärsman och seglare
  - Han Drijver, nederländsk landhockeyspelare
- 1929
  - Józef Zapędzki, polsk sportskytt
  - Alfred Tonello, fransk tävlingscyklist
- 1930
  - Erik von Sydow, svensk forskningsdirektör och fysikalisk kemist
  - Jurij Krylov, sovjetisk ishockeyspelare
- 1931
  - Gunlög Hagberg, svensk skådespelare
  - Rupert Murdoch, australisk miljardär och tidningsman
  - Horst Eckert, polsk-tysk författare, illustratör och bilderbokskonstnär med pseudonymen Janosch
- 1932 – Alfhild Wiva Jeppsson, svensk målare
- 1934
  - Åke W. Borglund, svensk filmfotograf
  - Ingrid Lotz, tysk friidrottare
- 1935
  - Bert-Olof Svanholm, svensk direktör
  - Nancy Kovack, amerikansk skådespelerska
- 1936 – Harald zur Hausen, tysk medicinsk forskare, mottagare av Nobelpriset i fysiologi eller medicin 2008
- 1938 – Ahto Uisk, svensk-estnisk journalist och syndikalist
- 1941
  - Christina Stenius, svensk skådespelare
  - Fredrik Hillelson, svensk militär
- 1943 – Margareta Blomberg, svensk konstnär
- 1947 – Eberhard Höll, svensk skulptör
- 1948
  - Sonja Hejdeman, svensk skådespelare
  - Anthony Wayland Wright, brittisk parlamentsledamot för Labour 1992–2010
  - Dominique Sanda, fransk skådespelare
  - Franz Lambert, tysk hammondorganist
- 1949 – Dan Lannerö, svensk tidningsman, VD för Upsala Nya Tidning
- 1952
  - Douglas Adams, brittisk science fiction- och komediförfattare
  - Andreas Kronthaler, österrikisk sportskytt
- 1954
  - David Newman, amerikansk kompositör av framför allt filmmusik
  - James Fleet, brittisk skådespelare
- 1955
  - Nina Hagen, tysk sångare
  - Odd Eriksen, norsk politiker
  - Leslie Cliff, kanadensisk simmare
- 1956
  - Jari Koskela, finländsk präst och politiker
  - Curtis Brown, amerikansk astronaut
  - Helen Rollason, brittisk sportjournalist programledare
  - Kjell Roos, svensk sångare, gitarrist och låtskrivare
- 1957 – Lena Hoel, svensk operasångare och regissör
- 1958 – Andrew Rein, amerikansk brottare
- 1959
  - Dejan Stojanović, serbisk-amerikansk poet, författare, essäist, filosof, affärsman och journalist
  - Abdelhak Achik, marockansk boxare
- 1960
  - Tommy Nilsson, svensk rocksångare, låtskrivare och skådespelare
  - Peter Ingves, finländsk travkusk
  - Christophe Gans, fransk filmregissör, manusförfattare och filmproducent
  - Simon Curtis, brittisk regissör
- 1961 – Jeanette Nordgren, svensk friidrottare
- 1962 – Mary Gauthier, amerikansk folkartist
- 1963 – Alex Kingston, brittisk skådespelare
- 1964
  - Emma Chambers, brittisk skådespelare
  - Peter Berg, amerikansk skådespelare, filmregissör, producent och manusförfattare
- 1965 – Jesse Jackson Jr., amerikansk demokratisk politiker
- 1969
  - Terrence Howard, amerikansk skådespelare
  - Michael Rulli, amerikansk republikansk politiker
- 1971
  - Jonas Karlsson, svensk skådespelare
  - Johnny Knoxville, amerikansk skådespelare
  - Martin Ručínský, tjeckisk ishockeyspelare
- 1972 – Kanstantsin Drapeza, vitrysk musiker
- 1975
  - Buvajsar Sajtijev, rysk brottare
  - Jesper Björck, svensk ishockeyspelare
- 1976
  - Nils Ekman, svensk ishockeyspelare
  - Andreas Paulsson, svensk ishockeyspelare
- 1977
  - Nikki Anderson, ungersk fotomodell och porrskådespelare
  - Malin Toverud, svensk skådespelare, filmproducent och manusförfattare
- 1978 – Borys Budka, polsk politiker
- 1979
  - Benji Madden, amerikansk musiker, gitarrist i pop-punkbandet Good Charlotte
  - Joel Madden, amerikansk musiker, sångare i pop-punkbandet Good Charlotte
  - Lina Lundh, svensk författare
  - Elton Brand, amerikansk basketspelare
- 1980 – Fredrik Wagner, svensk skådespelare
- 1981 – David Anders, amerikansk skådespelare
- 1982 – Rebecka DecaVita, svensk dansös och Lindy Hop-förare
- 1984 – Lauren Wenger, amerikansk vattenpolospelare
- 1986 – Martin Sakarias, svensk hiphopmusiker och grundare av skivbolaget Baseline STHLM
- 1987 – Bruno Cortez, brasiliansk fotbollsspelare
- 1988 – Fábio Coentrão, portugisisk fotbollsspelare
- 1989 – Georgia Simmerling, kanadensisk tävlingscyklist och skidåkare
- 1991
  - Olivia Schough, svensk fotbollsspelare, OS-silver 2016 och 2020, VM-brons 2019
  - Chingiz, ryskfödd azerbajdzjansk sångare, låtskrivare och gitarrist
  - Alessandro Florenzi, italiensk fotbollsspelare
  - Jack Rodwell, engelsk fotbollsspelare
- 1992 – Akeem Haynes, kanadensisk friidrottare
- 1993 – Simon Hedlund, svensk fotbollsspelare
- 1994 – Andrew Robertson, skotsk fotbollsspelare
- 1996 – Patrick Dyrestam, svensk fotbollsspelare

## Avlidna
- 222 – Heliogabalus, omkring 19, romersk kejsare sedan 218
- 1514 – Donato Bramante, omkring 70, italiensk arkitekt
- 1768 – Samuel Åkerhielm, 83, svensk militär och riksråd, Sveriges riksmarskalk 1741–1747
- 1829 – William H. Wells, 60, amerikansk politiker, senator för Delaware 1799–1804 och 1813–1817
- 1833 – Franz Passow, 46, tysk klassisk filolog och lexikograf
- 1840 – George Wolf, 62, amerikansk politiker, guvernör i Pennsylvania 1829–1835
- 1851 – George McDuffie, 60, amerikansk politiker, guvernör i South Carolina 1834–1836, senator för samma delstat 1842–1846
- 1877 – Ferdinand von Quast, 69, tysk arkitekt och konstskriftställare
- 1883 – August Anderson i Västanå, 66, svensk lantbrukare och politiker
- 1907 – Jean Casimir-Perier, 59, fransk politiker, Frankrikes president 1894–1895
- 1916 – Henry G. Davis, 92, amerikansk demokratisk politiker och affärsman, senator för West Virginia 1871–1883
- 1924
  - Archibald Meston, 72, australisk politiker, tjänsteman, journalist och utforskare
  - Helge von Koch, 54, svensk matematiker
- 1936 – David Beatty, 65, brittisk amiral
- 1940 – Samuel H. Piles, 81, amerikansk republikansk politiker och diplomat, senator för delstaten Washington 1905–1911
- 1949 – Henri Giraud, 70, fransk general
- 1954 – Bertil Brusewitz, 71, svensk skådespelare
- 1955 – Alexander Fleming, 73, brittisk läkare, bakteriolog och farmakolog, upptäckare av penicillinet, mottagare av Nobelpriset i fysiologi eller medicin 1945
- 1957 – Richard Byrd, 68, amerikansk amiral och polarforskare
- 1958 – Ingeborg, 79, danskfödd svensk prinsessa
- 1959 – Otis F. Glenn, 79, amerikansk republikansk politiker, senator för Illinois 1928–1933
- 1962 – Margita Alfvén, 56, svensk skådespelare
- 1970
  - Homer Bone, 87, amerikansk politiker och jurist, senator för delstaten Washington 1933–1944
  - Erle Stanley Gardner, 80, amerikansk författare
  - Gustaf Malmgren, 81, svensk skådespelare
  - Bernhard Gärde, 92, svensk överstelöjtnant, civilingenjör och landshövding i Västmanlands län och Norrbottens län
- 1973 – Erik Hell, 61, svensk skådespelare
- 1976 – Eva Alw, 81, svensk skådespelare
- 1988 – Einar Malm, 87, svensk författare och manusförfattare
- 2000 – Gustaf Elander, 57, svensk skådespelare
- 2002
  - James Tobin, 84, amerikansk ekonom, mottagare av Sveriges riksbanks pris i ekonomisk vetenskap till Alfred Nobels minne 1981
  - Marion Dönhoff, 92, tysk journalist och bokförläggare
- 2006
  - Slobodan Milošević, 64, serbisk politiker, Serbiens president 1989–1997 och Jugoslaviens president 1997–2000
  - Jesús Rollán, 37, spansk vattenpolomålvakt
- 2007 – Betty Hutton, 86, amerikansk skådespelare och sångare
- 2009
  - Lars Erstrand, 72, svensk jazzmusiker och vibrafonspelare
  - Hans ”Stöveln” Öberg, 82, svensk ishockeyspelare, VM-guld 1953 och 1957
- 2010 – Leena Peltonen-Palotie, 57, finländsk genforskare
- 2011
  - Valter Nyström, 95, svensk friidrottare, bragdmedaljör
  - Hugh Martin, 96, amerikansk kompositör och arrangör av teater- och filmmusik samt pjäsförfattare
- 2012 – Gunnar Löfgren, 101, svensk fotbollsspelare (centerhalv)
- 2013 – Kai Laitinen, 88, finländsk litteraturkritiker
- 2014 – Nils Horner, 51, svensk journalist och korrespondent vid Sveriges radio (mördad)
- 2015
  - Walter Burkert, 84, tysk klassisk filolog, forskare inom kulter och grekisk religion
  - Martin H:son Holmdahl, 91, svensk professor i anestesiologi, universitetsrektor
  - Inger Sitter, 85, norsk målare och grafiker
- 2016 – Iolanda Balaș, 79, rumänsk höjdhoppare
- 2024 – Lisa Larson, 92, svensk keramiker
- 2025 – Clive Revill, 94, nyzeeländsk skådespelare